# Agrochola albirena
Agrochola albirena là một loài bướm đêm trong họ Noctuidae.